# Vredefortkratern

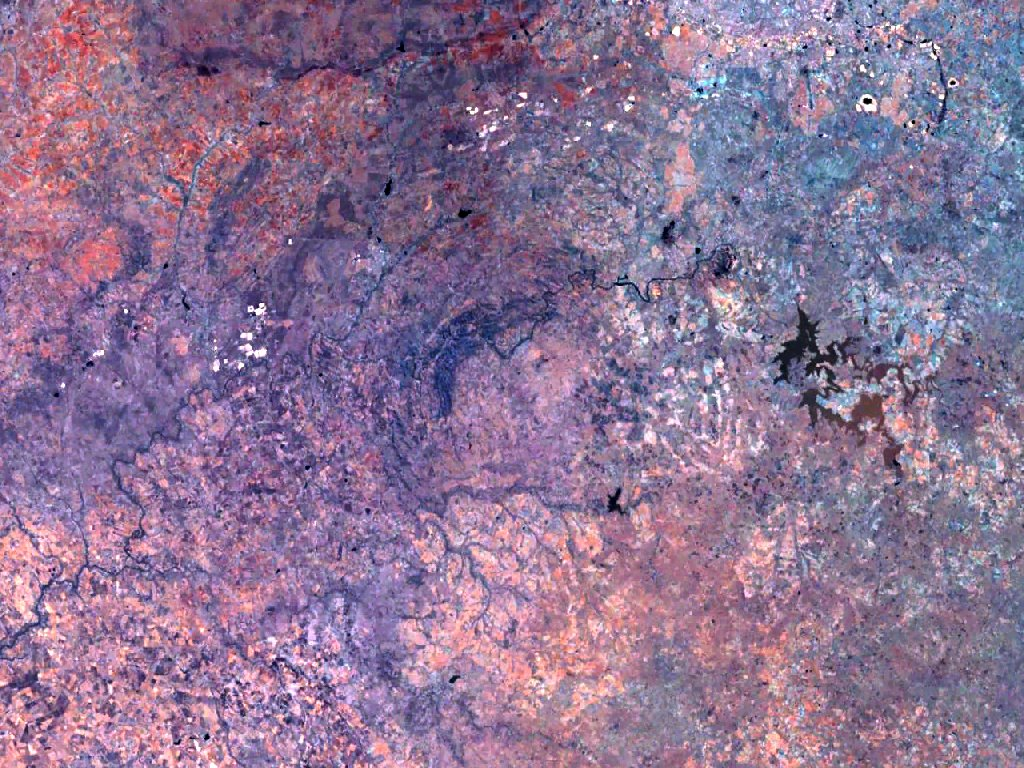
Vredefortkratern

Vredefortkratern är en stor nedslagskrater efter en meteorit, som ligger 120 km söder om staden Johannesburg, Sydafrika. Den hade ursprungligen en radie på 200–300 km och bildades för cirka 2 023 miljoner år sedan, det vill säga cirka 2 miljarder år sedan. Detta gör den till den näst äldsta kända kratern i världen, efter Suavjärvikratern i Ryssland.
Vredefortkratern är en av de få kända, bevarade flerringskratrarna på jorden. Den räknas också som den största och kanske mest eroderade meteoritkratern och  identifierades först som en nedslagskrater från rymden.

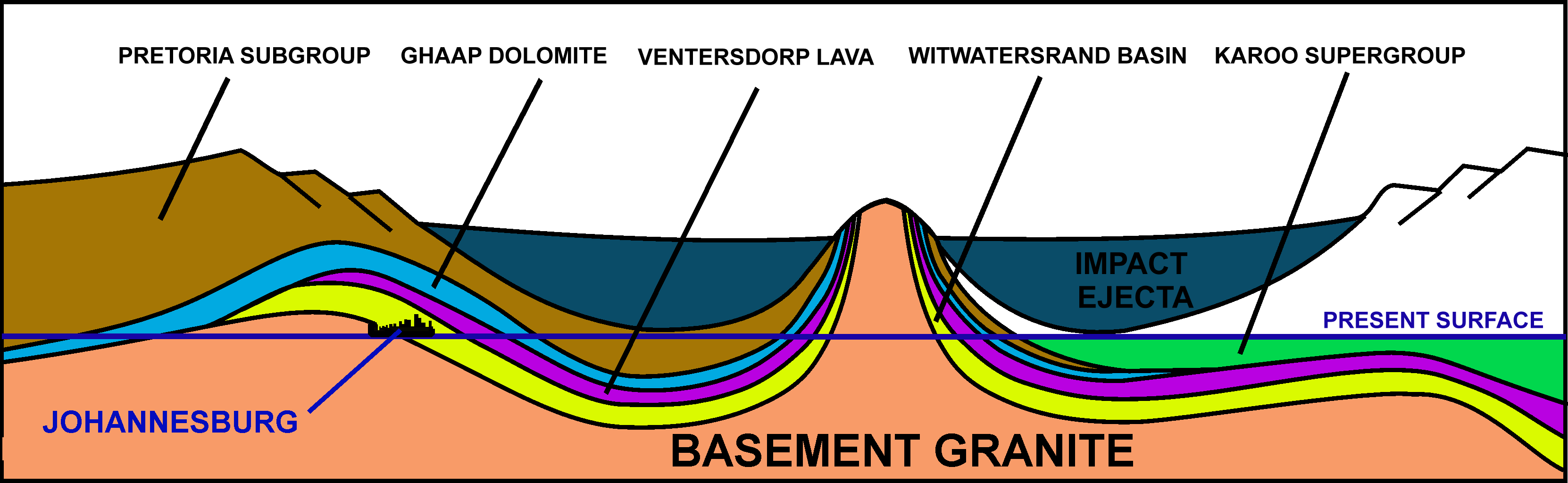
Schematisk tvärsnitt av Vredefortkratern med Vredefortdomen i mitten.

År 2005 utnämndes bergstoppen Vredefortdomen i centrum av kratern till världsarv av Unesco.